# Клебронн
Клебронн (нім. Cleebronn) — громада в Німеччині, знаходиться в землі Баден-Вюртемберг. Підпорядковується адміністративному округу Штутгарт. Входить до складу району Гайльбронн.
Площа — 17,09 км2. Населення становить 3110 ос. (станом на 31 грудня 2020).